# Antonio Mabres Torelló
Antonio Mabres Torelló, Doctor en Ciencias Físicas por la Universidad de Zaragoza. Sucesivamente rector, prorrector y vicerrector de investigación de la Universidad de Piura, a la que llegó en 1974, cuando esa institución académica tenía apenas un edificio sin terminar, ejerciendo en ella tareas de docencia e investigación.

## Biografía
Antonio Mabres Torelló nació en Igualada, Barcelona, el 28 de agosto de 1944. Tiene nacionalidad española por su origen y peruana por su larga trayectoria profesional. Actual Vicerrector de Investigación de la Universidad de Piura (UDEP), investigador sobre el fenómeno El Niño y miembro del Consejo Directivo del Instituto Geofísico del Perú (IGP), fue rector durante 14 años (1989-2003) de la citada Universidad de Piura, de la que es prorrector desde 2003. Impulsó, junto al doctor Múgica, los estudios meteorológicos en la UDEP y las relaciones con el IGP. Como docente, rector y prorrector, transmite su visión optimista de las cosas y rescata el aspecto positivo de las personas. Es frecuente oírle decir: piensa bien y acertarás. Por los cargos que ocupa y sus inquietudes en un amplio abanico de materias, el Dr Mabres participa muy activamente en la vida cultural de la ciudad de Lima, donde reside. 

## Actividad docente e investigadora
- El Fenómeno El Niño: su seguimiento y sus efectos en la Región de Piura.
- Estudios sobre Cambio climático global y El Niño, a partir de registros de Paleo-El Niño (Registros dendrocronológicos, Fuentes históricas, etc.).
- Coordinación en proyectos de investigación: Radar del campus de la Universidad (para estudios del Fenómeno El Niño) y proyectos del radar en la base peruana de la Antártida.
- Actividades, con enfoque multidisciplinar, orientadas a problemas de Conservación de la Biodiversidad y Desarrollo sostenible en la Región de Piura.

## Cargos actuales
- Vicerrector de investigación de la Universidad de Piura (desde agosto de 2015).
- Miembro del Consejo Directivo del Instituto Geofísico del Perú, IGP (desde 1996).
- Presidente Honorario de ProAvesPerú (desde diciembre de 1998).
- Miembro de la Academia Nacional de Ciencias del Perú (desde abril de 2012)[4]
- Presidente del Consejo Consultivo y del jurado de los Premios Esteban Campodónico Figallo[5]
- Presidente del Patronato Señor de Sipán (desde noviembre de 2017)[6][7]
- Director de Caja Piura (desde abril de 2019)[8]